# Dasuk Laok
Dasuk Laok is een bestuurslaag in het regentschap Sumenep van de provincie Oost-Java, Indonesië. Dasuk Laok telt 2338 inwoners (volkstelling 2010).